# Bye Bye Birdie (Film)
Bye Bye Birdie ist eine US-amerikanische Musicalverfilmung aus dem Jahr 1963, das auf dem gleichnamigen Musical basiert. Der Film wurde gegenüber der Vorlage umgeschrieben und speziell auf Ann-Margret ausgerichtet, die zwei neue Lieder erhielt, welche die Geschichte sowohl einleiten als auch abschließen.

## Handlung
Der Musikstar Conrad Birdie wurde eingezogen und muss nun seinem Land dienen. Das verstört nicht nur all seine weiblichen Fans, sondern auch seinen Songwriter Albert Peterson, der damit seinem Ruin entgegen sieht. Dabei wollte er nur genügend Geld verdienen, um sich mit seiner Assistentin und Geliebten Rosie DeLeon ein eigenes Leben aufzubauen. Diese hingegen sieht noch eine Hoffnung darin, wenn Peterson für Birdie einen Song schreibt, der bei der Ed Sullivan Show aufgeführt und anschließend ein Hit wird. Es soll sich dabei um One Last Kiss handeln, bei dem Birdie nach seinem Gesang eine schöne junge Frau küsst. Diese Frau wird auch schnell mit Kim McAfee aus Sweet Apple, Ohio, gefunden. Obwohl ihr eigentlicher Freund Hugo voller Eifersucht ist, freut sich Kim, ihren Schwarm und Lieblingsstar Birdie vor einem Millionenpublikum küssen zu dürfen. Zwar lässt sich Hugo von Kim überzeugen, dass das gut sei, aber nachdem er sieht, wie überschwänglich und ekstatisch Birdie in seiner Stadt empfangen wird, keimt in ihm neue Eifersucht auf.
Kims Vater Harry will nun nicht mehr, dass sie von Birdie geküsst wird, weswegen er es verbietet. Schnell schreiten Albert und Rosie ein, um dies zu verhindern. Zwar können sie ihn überzeugen, aber nun will Hugo es verhindern. Aber auch sie versichert ihm, dass egal, was passiert, er immer der einzige Junge für sie sei. Und nachdem nun alles in der Probe klappt, kommt doch noch die Hiobsbotschaft, dass Birdie nicht auftreten darf, da man die Gelegenheit eines Auftritts des „Moscow Ballet“ erhielt. Nachdem Albert erfolglos versuchte, doch noch seine anderthalb Minuten für Birdies Auftritt zu bekommen, ist er so niedergeschlagen, dass er nur noch Alkohol kennt. Aber Rosie will nicht aufgeben und heckt mit Albert einen Plan aus, wie man mit seinen biochemischen Kenntnissen eine Droge mixt, dass der Dirigent des russischen Orchesters so schnell spielt und die Zeit des Balletts somit reduziert. Der Plan klappt und Birdie darf die restliche Zeit spielen. Der mögliche Hit und das ganze Geld ist zum Greifen nahe. Aber Hugos Eifersucht packt ihn, sodass er auf die Bühne rennt und Birdie K.O. schlägt. Dadurch wird die Aufzeichnung ein Desaster. Aber Albert und Rosie schauen dennoch optimistisch in die Zukunft, hat er doch seine Liebe in ihr gefunden und mit seinen biochemischen Fähigkeiten genug Talent, um woanders sein Geld zu verdienen.

## Musik- und Tanznummern
1. Bye Bye Birdie – Kim
2. Opening Credits – Columbia Studio Orchestra, Johnny Green
3. The Telephone Hour – Jugendliche
4. How Lovely to Be a Woman – Kim
5. We Love You Conrad (Filmversion)
6. Honestly Sincere – Conrad
7. Hymn for a Sunday Evening – Kim, Doris, Harry, Randolph
8. One Boy – Kim, Rosie, Hugo
9. Put On a Happy Face – Rosie, Albert
10. Kids – Harry, Randolph, Mae, Albert
11. One Last Kiss (Gym Rehearsal Outtake) – Conrad
12. A Lot of Livin’ to Do – Conrad, Kim, Hugo
13. Shriner’s Ballet – Columbia Studio Orchestra, Johnny Green
14. One Last Kiss – Conrad
15. Everything is Rosie – Albert, Rosie, Kim, Hugo
16. Bye Bye Birdie (Reprise) – Kim

## Hintergrund

### Unterschiede zwischen Musical und Film
Im Film wurden mehrere bedeutende Änderungen an der Handlung und bei den Figuren vorgenommen. So wurde insbesondere die Figur der Kim stärker hervorgehoben, um den Film als Starvehikel für Ann-Margret zu konzipieren. Für sie wurden zwei neue Songs geschrieben, die den Film sowohl einleiten als auch abschließen. Andere Lieder wurden dafür weggelassen.
Die Figur der Rosie Alvarez wurde umbenannt in Rosie DeLeon. Obwohl die Figur weiterhin als gute Latina dargestellt wurde, wurde ein Song, bei der Alvarez/DeLeon vor Alberts Mutter übertrieben spanisch singt, weggelassen. Im Film ist Albert auch nicht Birdies Agent oder ein Englischlehrer, sondern ein talentierter Chemiker, dem Birdie noch einen Gefallen schuldet, da er erst durch ihn einst ein Star wurde.

### Anspielungen in anderen Darstellungen
- In der Fernsehserie Mad Men wurde das Intro mit Ann Margret sowohl in der zweiten als auch in der vierten Folge der dritten Staffel gezeigt und parodiert.
- In der Ed Sullivan Show wurde das Lied One Last Kiss tatsächlich aufgeführt, und zwar 1967 von Gary Lewis & the Playboys, wobei Lewis anschließend seinen Dienst bei der United States Army ableisten musste. Wie im Film wurde dabei ein Mädchen aus dem Publikum ausgewählt, das Lewis zum Schluss geküsst hat.
- Auch die Zeichentrickserie Family Guy verwies mit drei unterschiedlichen Parodien auf die Serie, sowohl bei der Folge Petarded (Staffel 4, Folge 6) und bei We Love You Conrad (Staffel 7, Folge 14) als auch bei New Kidney in Town (Staffel 9, Folge 8).

## Veröffentlichung
Der Film hatte seine Uraufführung am 4. April 1963 und startete in der Bundesrepublik am 13. März 1964 in den Kinos. Nachdem es keine deutschsprachige VHS-Veröffentlichung gab, ist der Film seit dem 10. Januar 2006 als deutsche DVD erhältlich.

## Kritiken
„Leider haben Mr. Sidney und sein Drehbuchautor, Irving Brecher, sich erlaubt sich von der Vorlage, dem temperamentvollen Musical von Michael Stewart, zu entfernen. Dabei verlieren sie nicht nur Conrad Birdie im Labyrinth ihrer neuen Handlung, sondern auch noch die wesentliche Idee der Satire, das Tempo und den Glanz der ursprünglichen Show.“

„Nicht immer zündende, oft alberne Parodie auf das amerikanische Musikgeschäft mit deutlichen Seitenhieben auf Elvis Presley.“

## Auszeichnungen
- zwei Nominierungen bei der Oscarverleihung 1964 (Bester Ton, Beste adaptierte Filmmusik)
- zwei Nominierungen bei den Golden Globe Awards 1964 (Bester Film – Komödie oder Musical und für Ann-Margret als beste Hauptdarstellerin – Komödie oder Musical)
- drei Nominierungen bei den Laurel Awards 1964 (Bestes Musical, Beste Komödie, Beste Hauptdarstellerin in einer Komödie)